# Здравец (област Разград)
Вижте пояснителната страница за други значения на Здравец.
Здравец е село в Североизточна България. То се намира в община Самуил, област Разград.